# 安那哥鱷屬
安那哥鱷屬（學名：Energosuchus）是勞氏鱷科的一屬，生存於三疊紀中期的俄羅斯。
化石發現於烏拉爾山脈北部的Karyomayol組的上層、Synya組的下層，以及巴什科爾托斯坦的Bukobay組地層。這些地層的年代都是三疊紀中期的拉丁尼階。